# Syllitus niger
Syllitus niger är en skalbaggsart som beskrevs av J. Linsley Gressitt 1959. Syllitus niger ingår i släktet Syllitus och familjen långhorningar. Inga underarter finns listade i Catalogue of Life.